# Вільчанська селищна рада
Вільча́нська се́лищна ра́да — адміністративно-територіальна одиниця та орган місцевого самоврядування в Вовчанському районі Харківської області. Адміністративний центр — селище міського типу Вільча.

## Загальні відомості
- Вільчанська селищна рада утворена в 1993 році.
- Територія ради: 36,8 км²
- Населення ради: 1 658 осіб (станом на 2001 рік)

## Населені пункти
Селищній раді підпорядковані населені пункти:
- смт Вільча

## Склад ради
Рада складається з 18 депутатів та голови.
- Голова ради: Лірський Микола Іванович
- Секретар ради: Семененко Алла Миколаївна

### Керівний склад попередніх скликань
| Прізвище, ім'я, по батькові  | Основні відомості                                                        | Дата обрання | Дата звільнення |
| ---------------------------- | ------------------------------------------------------------------------ | ------------ | --------------- |
| Грищенко Анатолій Михайлович | Селищний голова, 1951 року народження, безпартійний                      | 26.03.2006   | 31.10.2010      |
| Лірський Микола Іванович     | Селищний голова, 1956 року народження, освіта вища, член Партії регіонів | 31.10.2010   |                 |

Примітка: таблиця складена за даними сайту Верховної Ради України

### Депутати
За результатами місцевих виборів 2010 року депутатами ради стали:

#### За суб'єктами висування
| Суб'єкт висування                 | Кількість обраних депутатів | %    |
| --------------------------------- | --------------------------- | ---- |
| Партія регіонів                   | 11                          | 61,1 |
| Політична партія «Сильна Україна» | 2                           | 11,1 |
| Самовисування                     | 2                           | 11,1 |
| Комуністична партія України       | 1                           | 5,6  |
| Партія «Відродження»              | 1                           | 5,6  |
| Соціалістична партія України      | 1                           | 5,6  |

#### За округами
| № округу                          | Прізвище, ім'я, по батькові         | Дата визнання обраним | Освіта             | Партійна приналежність                  | Відомості про обраного депутата                                          |
| --------------------------------- | ----------------------------------- | --------------------- | ------------------ | --------------------------------------- | ------------------------------------------------------------------------ |
| Комуністична партія України       |                                     |                       |                    |                                         |                                                                          |
| 13                                | Кот Ляна Федорівна                  | 04.11.2010            | середня спеціальна | член Комуністичної партії України       | Вільчанська селищна рада, спеціаліст із землеустрою                      |
| Партія «ВІДРОДЖЕННЯ»              |                                     |                       |                    |                                         |                                                                          |
| 9                                 | Бурба Олександр Іванович            | 04.11.2010            | середня спеціальна | член Партії «ВІДРОДЖЕННЯ»               | Залізнична Станція Вовчанськ, прийомозвальник                            |
| Партія регіонів                   |                                     |                       |                    |                                         |                                                                          |
| 1                                 | Михайлова Маргарита Миколаївна      | 04.11.2010            | вища               | член Партії регіонів                    | Вільчанська загальноосвітня школа, вчитель                               |
| 2                                 | Андрущак Микола Анатолійович        | 04.11.2010            | вища               | член Партії регіонів                    | ДП «Вовчанське лісове господарство», начальник цеху                      |
| 3                                 | Привар Світлана Анатоліївна         | 04.11.2010            | середня спеціальна | член Партії регіонів                    | Вовчанський геріатричний пансіонат, бібліотекар                          |
| 6                                 | Юрковська Майя Борисівна            | 04.11.2010            | середня спеціальна | член Партії регіонів                    | Вовчанський геріатричний пансіонат, бухгалтер                            |
| 7                                 | Семененко Алла Миколаївна           | 04.11.2010            | вища               | член Партії регіонів                    | Вовчанська селищна рада, секретар                                        |
| 8                                 | Степанчук Сергій Васильович         | 04.11.2010            | середня            | член Партії регіонів                    | Вільчанська загальноосвітня школа, водій                                 |
| 10                                | Вітренко Євгенія Вадимівна          | 04.11.2010            | середня спеціальна | член Партії регіонів                    | Вовчанський геріатричний пансіонат, медична сестра                       |
| 11                                | Журавська Тетяна Андріївна          | 04.11.2010            | вища               | член Партії регіонів                    | Вільчанський дошкільний навчальний заклад «Малятко», вихователь          |
| 14                                | Радюк Віта Станіславівна            | 04.11.2010            | середня спеціальна | член Партії регіонів                    | Вільчанський дошкільний навчальний заклад «Малятко», помічник вихователя |
| 15                                | Недашківській Сергій Миколайович    | 04.11.2010            | середня            | член Партії регіонів                    | тимчасово не працює                                                      |
| 16                                | Курако Майя Іванівна                | 04.11.2010            | середня спеціальна | член Партії регіонів                    | Вільчанська загальноосвітня школа, медична сестра                        |
| Політична партія «Сильна Україна» |                                     |                       |                    |                                         |                                                                          |
| 5                                 | Козакевич Наталія Миколаївна        | 04.11.2010            | середня            | член Політичної партії «Сильна Україна» | пенсіонер                                                                |
| 18                                | Малиновська Ніна Дмитрівна          | 04.11.2010            | середня спеціальна | член Політичної партії «Сильна Україна» | Вільчанське відділення поштового зв'язку, техпрацівник                   |
| Соціалістична партія України      |                                     |                       |                    |                                         |                                                                          |
| 17                                | Барановська Зоя Федорівна           | 04.11.2010            | середня спеціальна | член Соціалістичної партії України      | Вільчанська селищна рада, головний бухгалтер                             |
| Самовисування                     |                                     |                       |                    |                                         |                                                                          |
| 4                                 | Недашківська Світлана В'ячеславівна | 04.11.2010            | середня спеціальна | позапартійна                            | Вільчанський ККП, оператор КНС                                           |
| 12                                | Антонова Наталія Федорівна          | 04.11.2010            | середня спеціальна | позапартійна                            | приватний підприємець                                                    |